# Solomys
Solomys (Thomas, 1922) è un genere di Roditori della famiglia dei Muridi comunemente noti come ratti giganti delle isole Salomone.

## Descrizione

### Dimensioni
Al genere Solomys appartengono roditori di grandi dimensioni, con lunghezza della testa e del corpo tra 225 e 328 mm, la lunghezza della coda tra 238 e 250 mm e un peso fino a 460 g.

### Caratteristiche craniche e dentarie
Il cranio presenta le arcate zigomatiche poco espanse, la bolla timpanica grande e rigonfia e gli incisivi superiori larghi e ottusi.
Sono caratterizzati dalla seguente formula dentaria:

### Aspetto
L'aspetto è quello di un grosso ratto ricoperto da una pelliccia lunga e fine. La coda è  parzialmente prensile, ed è priva di peli per gran parte della sua lunghezza. I piedi hanno dei cuscinetti ben sviluppati e le dita sono munite di artigli mobili e robusti. Le femmine hanno due paia di mammelle pettorali e due paia inguinali.

## Distribuzione
Si tratta di roditori arboricoli endemici delle Isole Salomone.

## Tassonomia
Il genere comprende 5 specie.
- Solomys ponceleti
- Solomys salamonis
- Solomys salebrosus
- Solomys sapientis
- Solomys spriggsarum †